# Agence de promotion des investissements agricoles
L'Agence de promotion des investissements agricoles (APIA) est un établissement public à caractère non administratif tunisien ayant pour principale mission la promotion de l'investissement privé dans les domaines de l'agriculture, de la pêche et des services qui leur sont associés. Elle est fondée en 1983.

## Services
Elle fournit les prestations suivantes :
- octroi d'avantages financiers et fiscaux aux promoteurs de projets liés à ces secteurs et de première transformation des produits agricoles et de pêche ;
- identification des opportunités d'investissement et des idées de projets à promouvoir par les opérateurs privés tunisiens et étrangers ;
- assistance des promoteurs dans la constitution de leurs dossiers d'investissement et leur encadrement durant la phase de réalisation de leurs projets ;
- formation des jeunes promoteurs agricoles et leur encadrement durant les phases d'identification, d'étude et de réalisation de leurs projets ;
- mise en relation d'opérateurs tunisiens et étrangers en vue de promouvoir les projets de partenariat et les échanges commerciaux ;
- organisation de manifestations économiques, séminaires, journées d'informations et rencontres de partenariat ;
- participation aux foires et salons spécialisés en Tunisie et à l'étranger.